# Parapherocera wilcoxi
Parapherocera wilcoxi is een vliegensoort uit de familie van de viltvliegen (Therevidae). De wetenschappelijke naam van de soort is voor het eerst geldig gepubliceerd in 1977 door Irwin.